# Trana
Trane (en italien Trana) est une commune italienne de la ville métropolitaine de Turin, dans la région Piémont.

## Administration
| Période                                  | Période  | Identité        | Étiquette                            | Qualité |
| ---------------------------------------- | -------- | --------------- | ------------------------------------ | ------- |
| 15-05-2023                               | En cours | Cinzia Pachetti | Liste Civique "NosTrana la Risvolta" |         |
| Les données manquantes sont à compléter. |          |                 |                                      |         |

### Hameaux
Belvedere, Biellese, Colombé, Cordero, Durando, Galletto, Moranda, Pianca, Pratovigero, San Bernardino, San Giovanni, Udritto, Cascina Usseglio.

### Communes limitrophes
Avigliana, Giaveno, Reano, Sangano, Piossasco, Cumiana.

## Photos

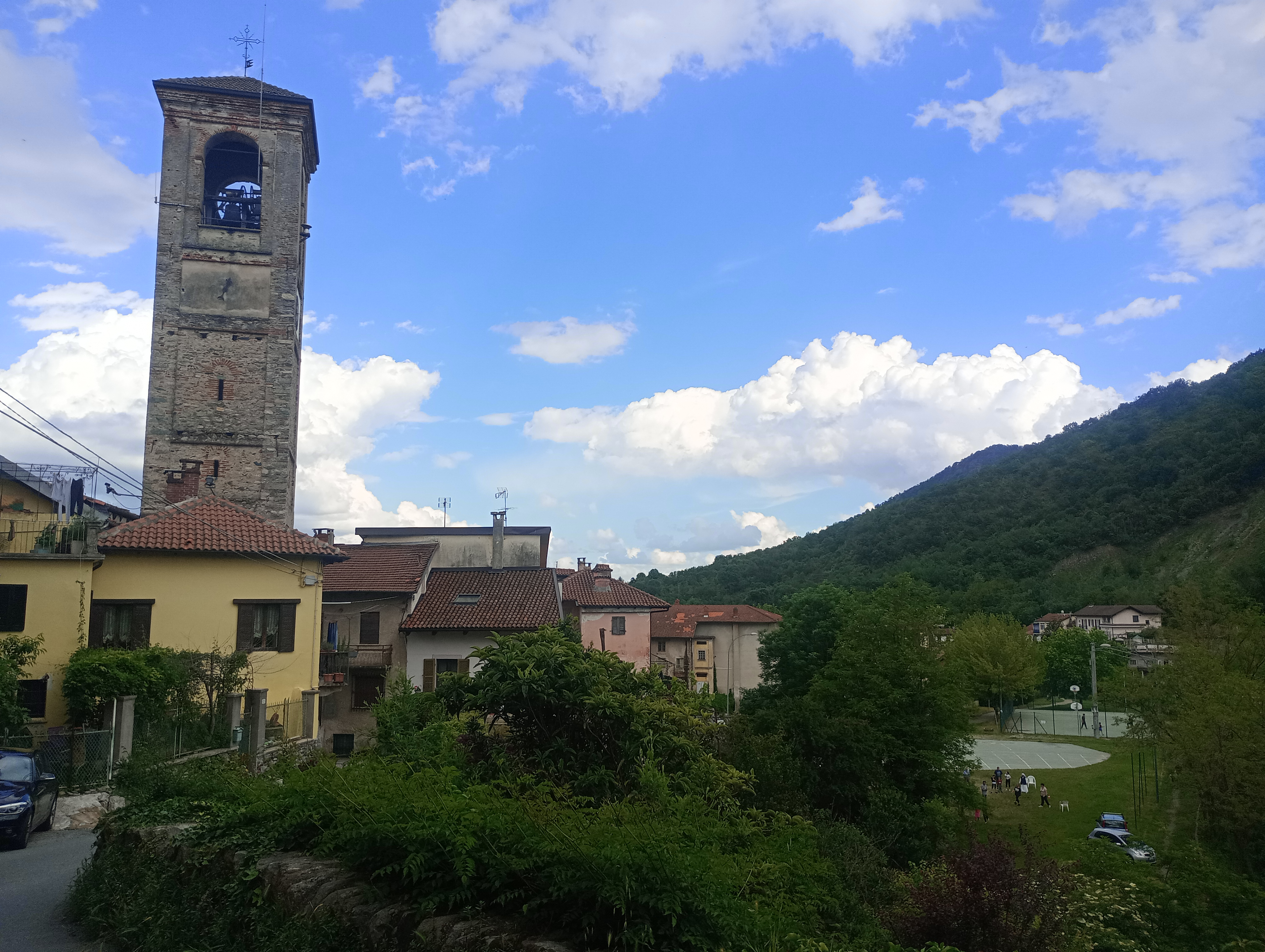
Clocher de l'église de la Nativité de Marie

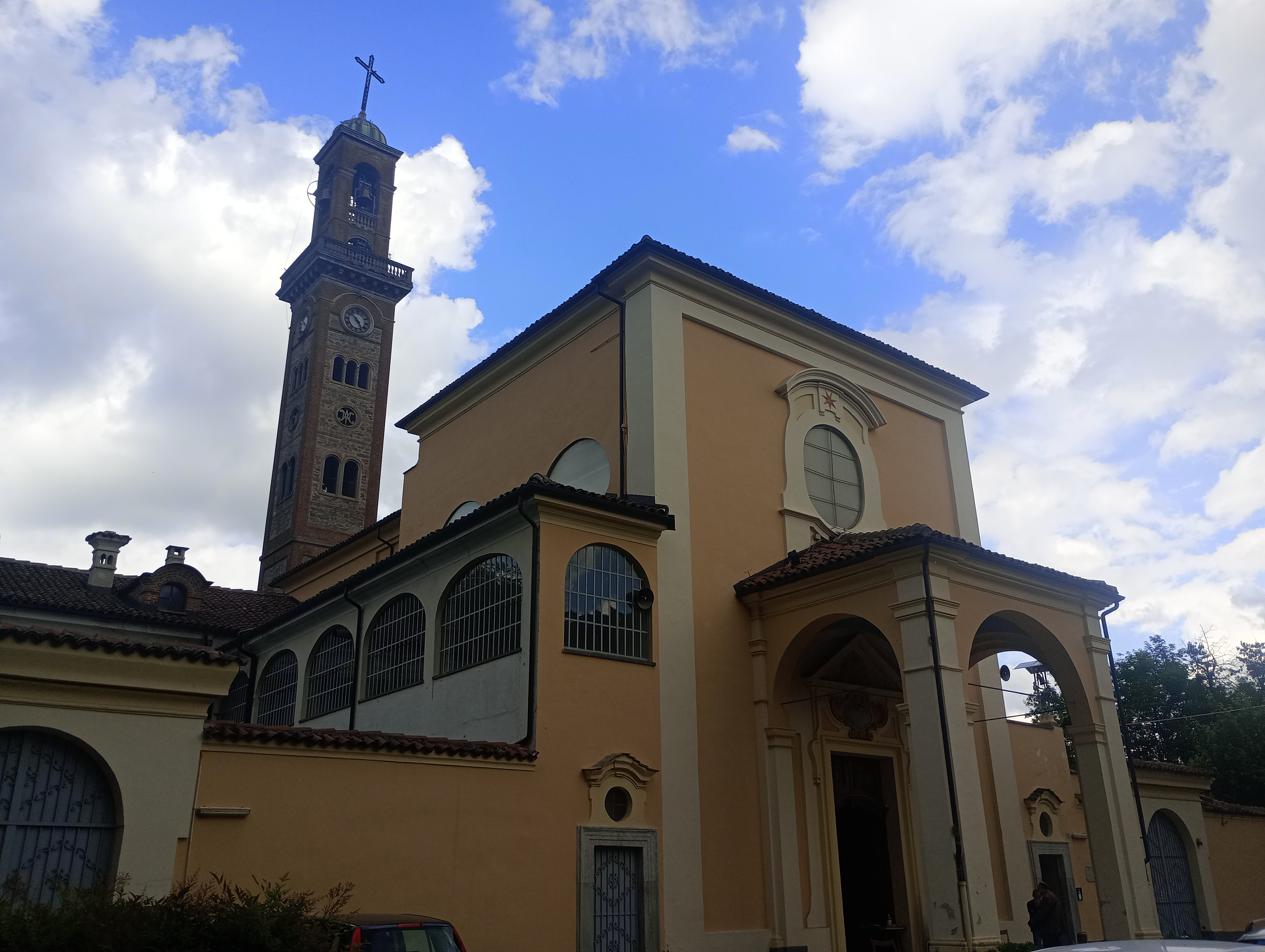
Sanctuaire de Sainte Marie de l'Étoile

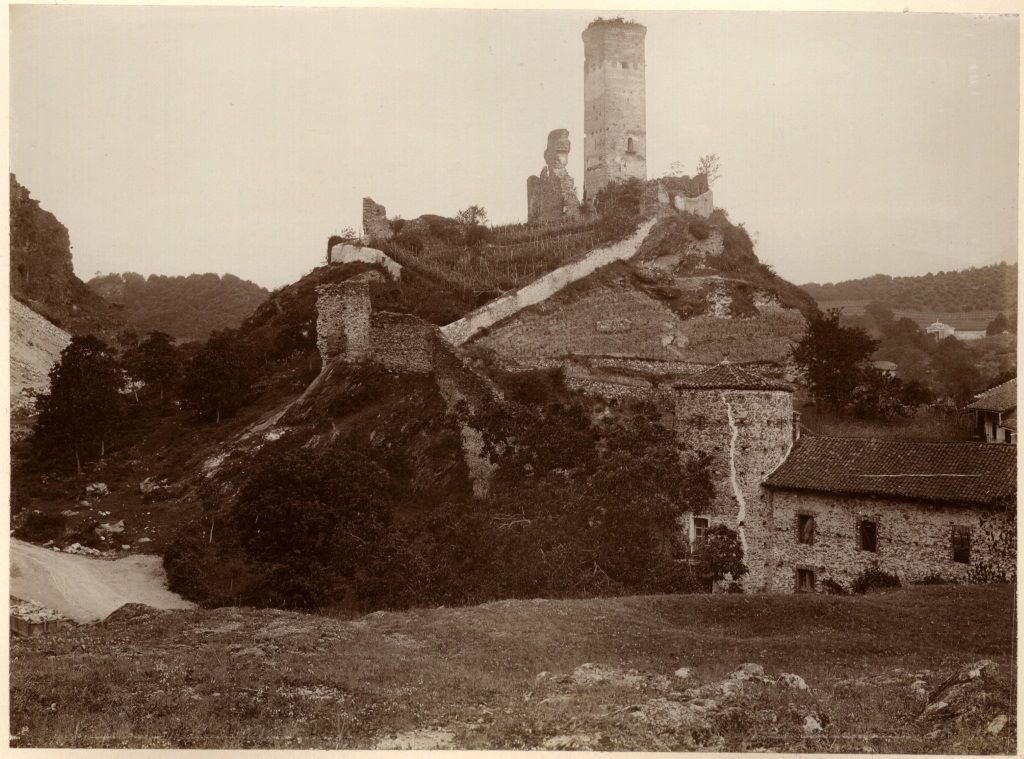
Ruines de l'ancien château

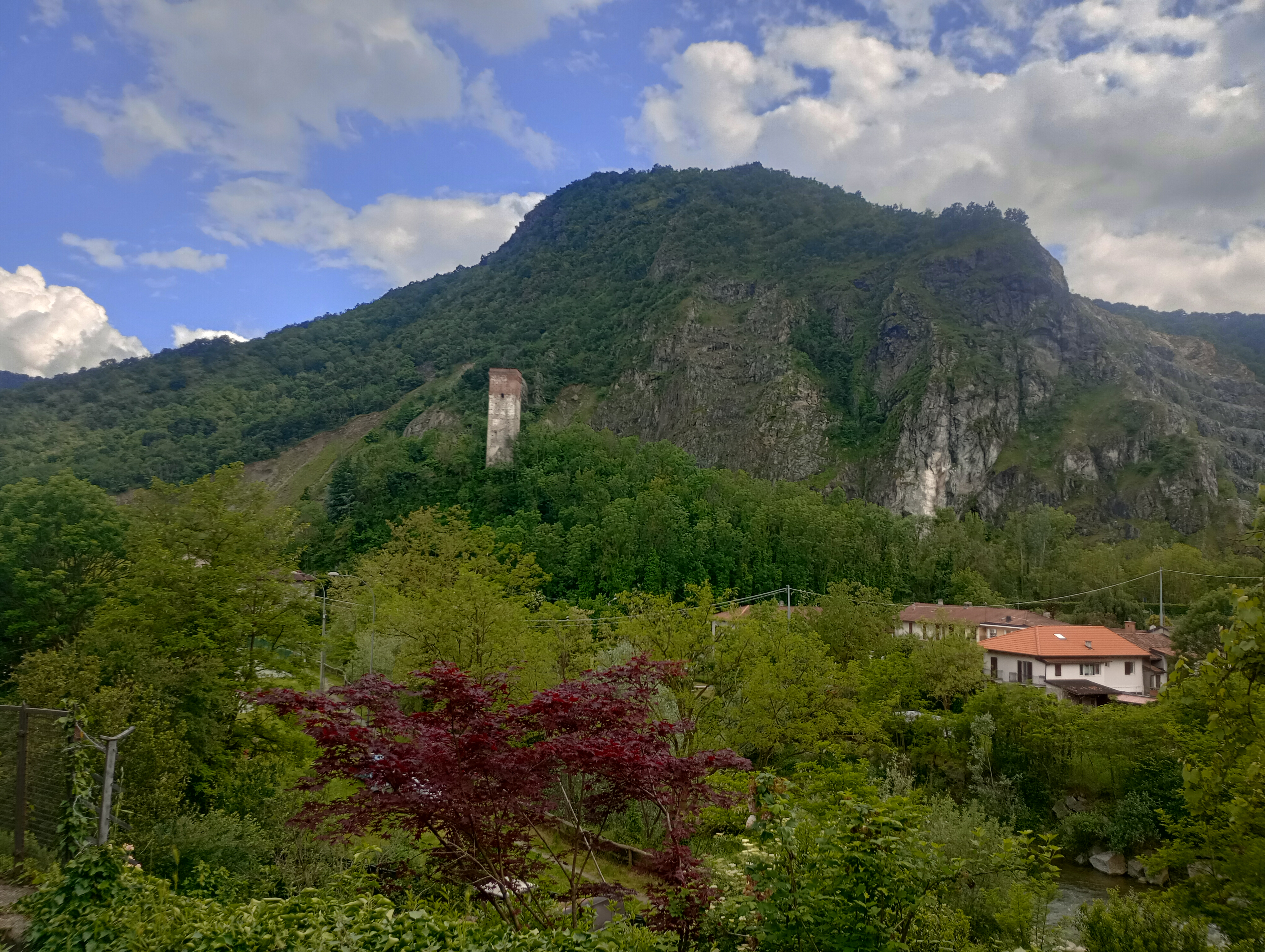
Tour du château (encore visible)